# Blank Face LP
Albums de ScHoolboy Q
Oxymoron
(2014) Crash Talk
(2019)
Singles
1. Groovy Tony
Sortie : 4 avril 2016
2. THat Part (feat. Kanye West)
Sortie : 2 juin 2016

Blank Face LP est le quatrième album studio du rappeur américain ScHoolboy Q, sorti le 8 juillet 2016.
L'album s'est classé 1er au Top R&B/Hip-Hop Albums et au Top Rap Albums, et second au Billboard 200.

## Liste des titres
| No  | Titre                                         | Auteur                                                                                           | Producteur(s)                   | Durée |
| --- | --------------------------------------------- | ------------------------------------------------------------------------------------------------ | ------------------------------- | ----- |
| 1.  | TorcH                                         | Q. Hanley, N. Wezonga, M. Loving, M. Spears, T. Russell                                          | Nez & Rio                       | 5:34  |
| 2.  | Lord Have Mercy                               | Q. Hanley, K. Dean, D. Pearson                                                                   | Swizz Beatz                     | 1:44  |
| 3.  | THat Part (featuring Kanye West)              | Q. Hanley, K. West, R. LaTour, D. Jackson, K. Gomringer, T. Gomringer, M. Spears                 | Cardo, Cubeatz, Kanye West, Yex | 5:13  |
| 4.  | Groovy Tony / Eddie Kane (featuring Jadakiss) | Q. Hanley, J. Phillips, D. Perkins, D. Abernathy, Jr., R. Townsend                               | Tae Beast, Dem Jointz           | 6:19  |
| 5.  | Kno Ya Wrong (featuring Lance Skiiiwalker)    | Q. Hanley, L. Howard, A. Maman                                                                   | The Alchemist, J.LBS            | 5:25  |
| 6.  | Ride Out (featuring Vince Staples)            | Q. Hanley, V. Staples, M. Spears                                                                 | Sounwave                        | 4:47  |
| 7.  | WHateva U Want (featuring Candice Pillay)     | Q. Hanley, C. Pillay, D. Perkins                                                                 | Tae Beast                       | 3:50  |
| 8.  | By Any Means                                  | Q. Hanley, R. LaTour, D. Jackson                                                                 | Cardo, Yex                      | 3:34  |
| 9.  | Dope Dealer (featuring E-40)                  | Q. Hanley, E. Stevens, L. Wayne, J. Luellen, N. Whitfield, P. Beauregard, J. Houston, P. Houston | Metro Boomin, Southside         | 3:42  |
| 10. | JoHn Muir                                     | Q. Hanley, M. Spears, A. Younge                                                                  | Sounwave                        | 3:39  |
| 11. | Big Body (featuring Tha Dogg Pound)           | Q. Hanley, D. Arnaud, R. Brown, T. Okonma                                                        | Tyler, the Creator              | 3:43  |
| 12. | Neva CHange (featuring SZA)                   | Q. Hanley, S. Rowe, D. Natche, L. Dopson                                                         | DJ Dahi, Larrance Dopson        | 4:30  |
| 13. | Str8 Ballin                                   |                                                                                                  | Nez & Rio                       | 4:09  |
| 14. | Black THougHts                                | Q. Hanley, W. Brown, M. Ratledge                                                                 | Willie B                        | 3:42  |
| 15. | Blank Face (featuring Anderson .Paak)         | Q. Hanley, B. Anderson, M. Spears, T. Russell                                                    | Sounwave                        | 3:14  |
| 16. | Overtime (featuring Miguel & Justine Skye)    | Q. Hanley, M. Pimentel, J. Skyers, R. LaTour, D. Jackson, A. Feeney K. Duckworth                 | Cardo, Yex, Frank Dukes         | 4:38  |
| 17. | Tookie Knows II (featuring Traffic & TF)      | Q. Hanley, D. Cail, M. Hatch, N. Wezonga, M. Loving                                              | Nez & Rio                       | 4:45  |

## Classements hebdomadaires
| Classements (2016)                 | Meilleure position |
| ---------------------------------- | ------------------ |
| Allemagne (Media Control AG)       | 73                 |
| Australie (ARIA)                   | 9                  |
| Belgique (Flandre Ultratop)        | 34                 |
| Canada (Canadian Albums Chart)     | 2                  |
| Danemark (Tracklisten)             | 32                 |
| Finlande (Suomen virallinen lista) | 36                 |
| France (SNEP)                      | 120                |
| Norvège (VG-lista)                 | 11                 |
| Nouvelle-Zélande (RIANZ)           | 5                  |
| Pays-Bas (Mega Album Top 100)      | 35                 |
| Suède (Sverigetopplistan)          | 38                 |
| Suisse (Schweizer Hitparade)       | 14                 |